# Тупинамбарана
Тупинамбара́на (порт. Ilha Tupinambarana) — остров, расположенный на реке Амазонка, в Бразилии, штат Амазонас.

## География
Площадь острова 11 850 км². Является вторым по площади речным островом на Земле после острова Бананал, также расположенного в Бразилии. Входит в сотню самых больших островов Земли по площади. На настоящий момент разбит на четыре части естественными природными каналами, образуемыми реками (Амазонка, Мадейра, Абакашис и Сакундури).
Большая часть поверхности острова покрыта тропическими лесами, внешнее сообщение с островом поддерживается воздушным и водным транспортом.

## История
До завоевания европейцами был населён индейцами племени паринтинтим. Первое поселение на острове имело название Вила-Нова-да-Раинья, с 1880 года оно стало называться Паринтинс (ныне крупнейший населённый пункт острова с населением 109 150 жителей (2005 год)).

## Культура

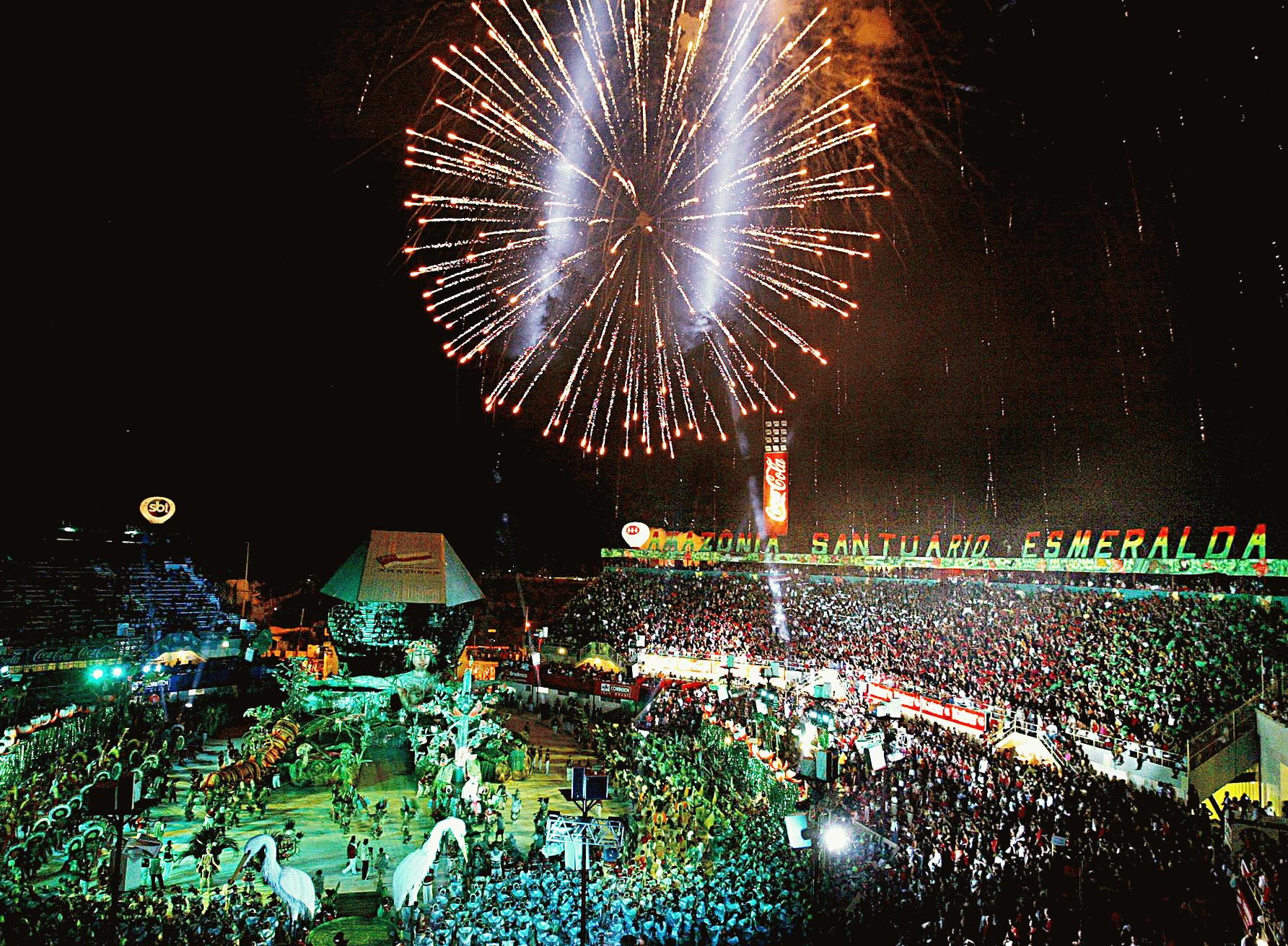
Фестиваль Строптивого и Послушного. 2003 год

В городе Паринтинс проходит Фестиваль быков, а также фестиваль Строптивого и Послушного, считающийся крупнейшим в мире оперным представлением под открытым небом.